# Miconia penningtonii
Espèce
Statut de conservation UICN

 VU D2 : Vulnérable
Miconia penningtonii est une espèce de plantes à fleurs de la famille des Melastomataceae endémique d'Équateur. Elle pousse en forêt tropicale ou subtropicale humide de montage ou en prairie de haute altitude.

## Publication originale
- Phytologia 11: 392. 1965.